# Suite española Op. 97 (Albéniz)

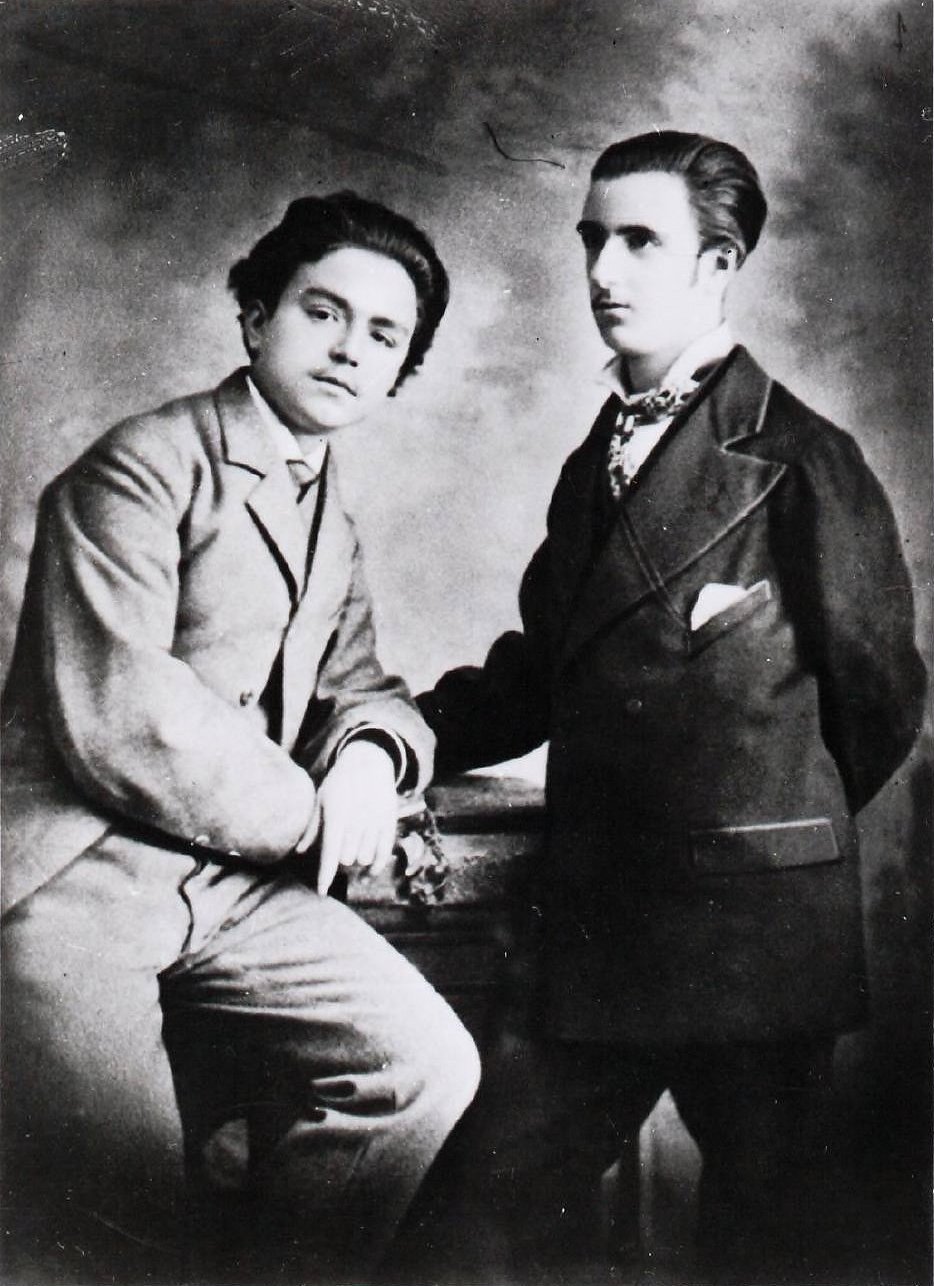
Isaac Albéniz y Enrique Fernández Arbós hacia 1889.

La Suite española n.º 2, Op. 97 es un conjunto de cuatro piezas para piano escritas por Isaac Albéniz en 1888 y que fue dada a conocer en 1889.  Esta obra, inicialmente formada por dos movimientos, es más breve que la Suite española n.º 1, Op. 47 compuesta entre 1882 y 1889, que contiene ocho movimientos.

## Historia
La primera publicación de suite fue llevada a cabo por el editor Antonio Romero en 1889 y estaba formada por los dos primeros movimientos (Zaragoza y Sevilla). En ocasiones se le añaden otras dos piezas que se publicaron de forma separada (Cádiz - Gaditana y Zambra granadina) para formar la suite de cuatro movimientos.

## Estructura y análisis
La suite consta de las siguientes piezas:
- 1. Zaragoza (Capricho), en mi bemol mayor 3
4
- 2. Sevilla (Capricho), en re mayor 3
4
- 3. Cadix - Gaditana, en re menor / la frigio 3
8
- 4. Zambra granadina (Danse orientale) 2
4

### 1.Zaragoza (Capricho)
La primera pieza titulada Zaragoza, lleva el subtítulo Capricho la indicación de tempo Allegro y está escrita en la tonalidad de mi bemol mayor y en compás de 3/4. Es una jota aragonesa con gran diversidad de sonoridades y modulaciones que conforma una página llena de brío y brillantez. Albéniz muestra su extraordinario dominio de los recursos del teclado. La obra está dedicada de la siguiente forma "A mi querida alumna Luisa Garlaza".

### 2.Sevilla (Capricho)
La segunda pieza lleva por título Sevilla, el subtítulo Capricho y la indicación Allegretto. Está escrita en re mayor y en compás de 3/4. Aunque compartan título esta pieza no debe confundirse con el tercer movimiento de la Suite española n.º 1 Op. 47. Se trata en este caso de una composición más modesta y menos inspirada que aquella, aunque también encontramos una atmósfera evocadora de la capital andaluza. La obra lleva la siguiente dedicatoria "A mon cher ami Theophile Benard" (A mi querido amigo Theophile Benard).

### 3.Cadix - Gaditana
La tercera pieza se titula Cadix - gaditana y lleva la indicación Allegro. Está escrita en re menor / la frigio y mantiene el ritmo ternario pero esta vez en el compás de 3/8.

### 4.Zambra granadina (Danse orientale)
La cuarta y última pieza lleva por título Zambra granadina, el subtítulo Danse orientale o Danza oriental y la indicación Allegretto ma non troppo. El ritmo pasa a ser binario con el compás de 2/4. El subtítulo describe bien la pieza, ya que la zambra es una danza de origen morisco que se incorporó a la tradición del flamenco y la bailan principalmente mujeres o parejas. Se trata de una pieza de danza sencilla con una escala oriental seductoramente exótica. La interpretación de la pieza dura unos tres minutos y medio. Hacia 1888 Albéniz escribió otra Zambra, que forma parte de sus Piezas características, Op 92. La obra está dedicada al compositor y diplomático británico Arthur Harvey.

## Discografía
- 1999 – Albéniz: Iberia; Suites españolas. Con Guillermo González (Naxos 554311)
- 2014 – Albéniz: Piano Music, Vol. 8. Con Miguel Baselga (BIS 1973)